# Le Faucon et le Chapon
Le Faucon et le Chapon est la vingt-et-unième fable du livre VIII de Jean de La Fontaine situé dans le second recueil des Fables de La Fontaine, édité pour la première fois en 1678.

## Texte de la fable

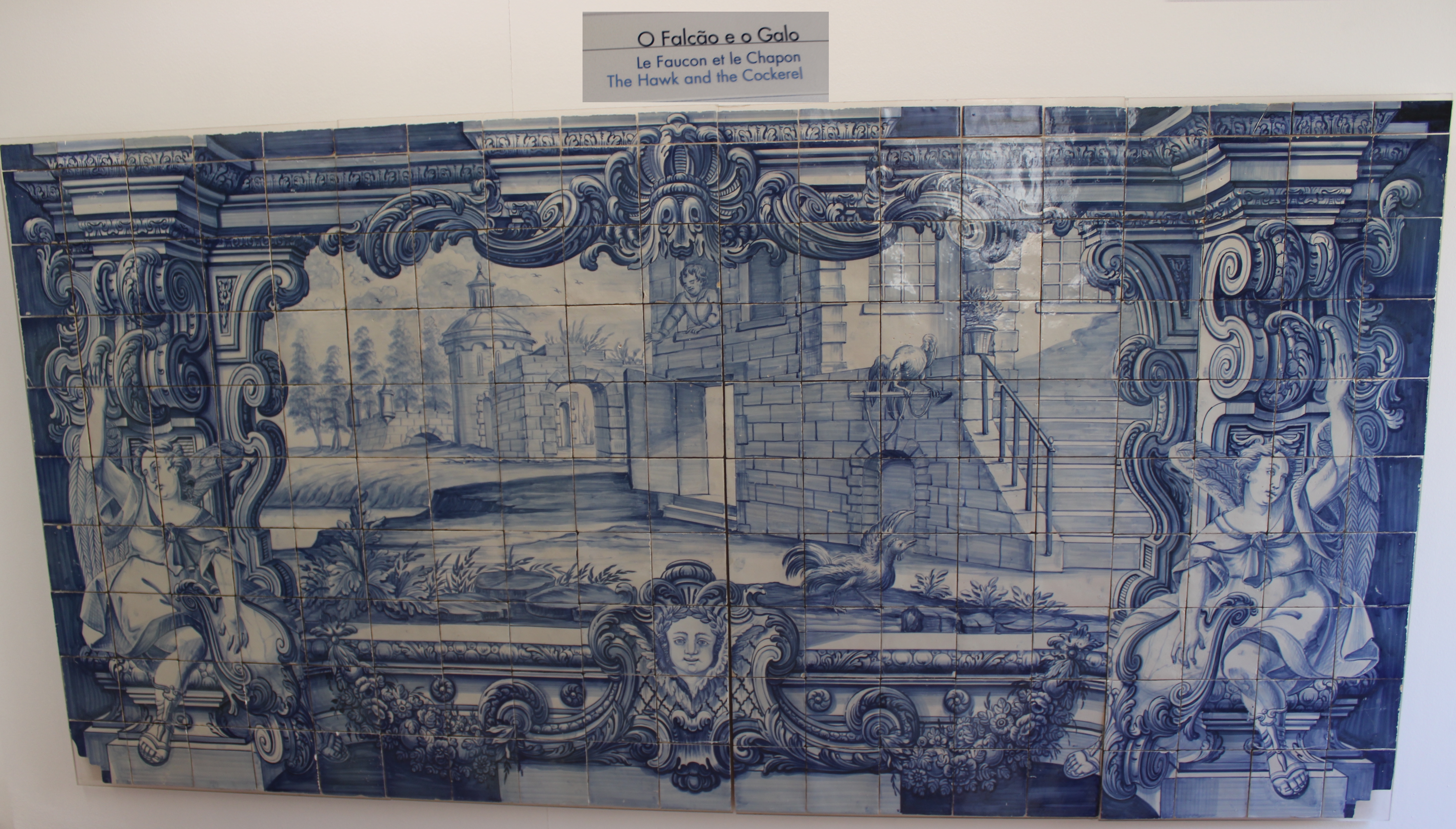
Le faucon et la chapon - Azulejos - Monastère de Saint-Vincent de Fora (Lisbonne).

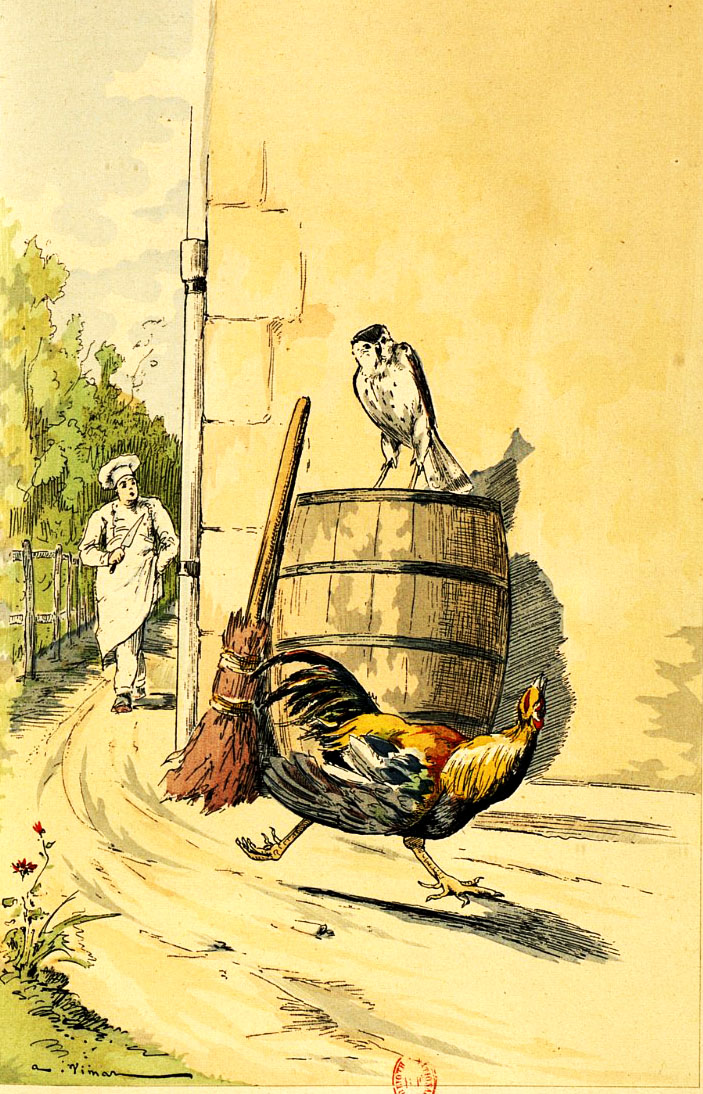
Illustration d'Auguste Vimar

Une traitresse voix bien souvent vous appelle ;

Ne vous pressez donc nullement :

Ce n’était pas un sot, non, non, et croyez-m’en

Que le Chien de Jean de Nivelle.

Un citoyen du Mans, Chapon de son métier,

Était sommé de comparaître

Par-devant les Lares du maître,

Au pied d’un tribunal que nous nommons foyer.

Tous les gens lui criaient pour déguiser la chose,

Petit, petit, petit : mais loin de s’y fier,

Le Normand et demi laissait les gens crier :

Serviteur, disait-il, votre appât est grossier ;

On ne m’y tient pas ; et pour cause.

Cependant un Faucon sur sa perche voyait

Notre Manceau qui s’enfuyait.

Les Chapons ont en nous fort peu de confiance,

Soit instinct, soit expérience.

Celuy-ci qui ne fut qu’avec peine attrapé,

Devait le lendemain être d’un grand soupé,

Fort à l’aise, en un plat, honneur dont la volaille

Se serait passée aisément.

L’Oiseau chasseur lui dit : Ton peu d’entendement

Me rend tout étonné. Vous n’êtes que racaille,

Gens grossiers, sans esprit, à qui l’on n’apprend rien.

Pour moi, je sais chasser, et revenir au maître.

Le vois-tu pas à la fenêtre ?

Il t’attend : es-tu sourd ? Je n’entends que trop bien,

Repartit le Chapon : Mais que me veut-il dire,

Et ce beau Cuisinier armé d’un grand couteau ?

Reviendrais-tu pour cet appeau :

Laisse-moi fuir, cesse de rire

De l’indocilité qui me fait envoler,

Lors que d’un ton si doux on s’en vient m’appeler.

Si tu voyais mettre à la broche

Tous les jours autant de Faucons

Que j’y vois mettre de Chapons,

Tu ne me ferais pas un semblable reproche.
— Jean de La Fontaine, Fables de La Fontaine, Le Faucon et le Chapon, texte établi par Jean-Pierre Collinet, Fables, contes et nouvelles, Gallimard, « Bibliothèque de la Pléiade », 1991, p. 330